# Општина Берковићи
Општина Берковићи је општина у Републици Српској, БиХ. Сједиште општине је у насељу Берковићи. На попису становништва 2013. године општина Берковићи је имала 2.041 становника према подацима Републичког завода за статистику Републике Српске, а према подацима Агенције за статистику Босне и Херцеговине 2.114.

## Општина
Према Закону о територијалној организацији и локалној самоуправи Републике Српске из 1994. године, једна од општина у Републици Српској је била и општина Српски Столац, са дијелом насељених мјеста бивше југословенске општине Столац. На дијелу бивше општине Столац, а под називом Српски Столац, након потписивања Дејтонског споразума наставила је да егзистира данашња општина Берковићи.

## Географија
Берковићи се налазе у јужном дијелу Републике Српске. Општина се налази у Дабарском пољу, у Источној Херцеговини. Површина општине Берковићи је 256 км2. Дабарско поље, једно од већих крашких поља у Источној Херцеговини, има површину од око 50 км2, a налази се на надморској висини између 470 и 550 м. Знатно мању површину има Трусинско поље, али је за разлику од Дабарског знатно плодније. Кроз општину протиче ријека Опачица, и извире ријека Брегава, која извире на самој граници са општином Столац, у Долу, из ломљеног кречњака. Надморска висина врела Брегаве износи 120 м. На територији општине се налази планина Хргуд, и пећине Ратковача и Сунићка печина. У Пећини Ратковача није било стручних истраживања, али су локални мјештани посјећивали пећину и тако донекле истражили овај локалитет. Испитани дио, чија дужина је око два километра, је испреплетан подземним ходницима, дворанама, пећинским језерима који су богато украшени пећинским накитом. Постоје индиције да је пећина била насељена у прошлости или је служила као склониште. Непосредно поред пећине се налази водопад ријеке Опачице висине преко 150 м, с обзиром да је ток Опачице периодичан, ни љепота овог водопада није стална.
Према Просторном плану Републике Српске општина Берковићи је смјештена у регији Требиње. Најближе веће насељено мјесто, уједно и центар ове регије је Требиње.

### Насељена мјеста
Подручје општине Берковићи чине насељена мјеста:
Баране*, Берковићи, Битуња, Брштаник, Бурмази*, Дабрица, До*, Жегуља, Љубљеница, Љути До, Меча, Поплат*, Предоље, Селишта, Струпићи, Сузина, Трусина, Хатељи, Ходово*, Хргуд* и Шћепан Крст.
Дијелови насељених мјеста Баране, Бурмази, До, Ходово и Хргуд подијељени су између општина Берковићи и Столац.

### Природна добра
На територији општине Берковићи се налазе природна добра Републике Српске за које је израда стручних основа у току. То су подручје управљања стаништем Дабарско поље и подручје управљања стаништем Брегава, који спадају природна добра IV категорије.

### Непокретна културна добра
На територији општине Берковићи се налазе непокретна природна добра Републике Српске, која се налазе на националној листи споменика БиХ и добара која имају валоризациону основу у складу са Законом о културним добрима Републике Српске. На списку Непокретних културних добара на територији Општине Берковићи налазе се:
- Некропола са стећцима на локалитету Локве (Бријег, Бунареви) у засеоку Забрђе,
- Некропола са стећцима на локалитету Православног гробља у селу Љубљеници,
- Некропола са стећцима Поткук, Битуња,
- Некропола са стећцима Некук, Поплат,
- Остаци цркве и некропола са стећцима Закук, Битуња,
- Праисторијска градина Стражевица, Драгаљево,
- Праисторијски тумули и некропола са стећцима Баба, Горња Битуња,
- Стари град Коштун (Коштур), Дабрица,
- Џамија Сефер-аге Беговића, Дабрица.

## Историја
Берковићи са својом околином обилују низом значајних културно-историјских споменика. Иако богате историје, подручје општине је археолошки слабо истражено. На територији општине Берковићи налази се велики број археолошких локалитета, који су у великој мјери неистражени, а од којих је највећи број цркава из времена прије доласка Турака. На врху Стражевица који уздиже се изнад Дабарског поља, једна од три сестре по имену Стражевица изградила је себи цркву о којој се до данас испредају загонетне приче. Према народном предању на том мјесту данас се налазе остаци темеља у којима је затрпано злато. У мјесту Потком налазе се остаци цркве Светог пророка Илије који потичу из 14. или 15. вијека. Ктитори ове цркве су били племићка породица Пићевићи. Црква је срушена након окупације простора Херцеговине, од стране Османског царства у периоду од 1480. до 1490. године. О постојању ове цркве свједоче темељни зидови који су висине 55 центиметара. И црква свете Тројице на Горици представља својеврстан културно-историјски споменик. Постоје још цркве на Трусини и у Љутом Долу.
Стари град Коштун, датира из раног средњег вијека, чиме се убраја у наше најстарије градове. Грађен је најкасније у 10. вијеку. Град је имао 6 кула и около окомити зид који је још уочљив. На територији општине налази се и велики број стећака. Неке од већих некропола се налазе у Дабрици (Црквине), Хатељима, Предољу, Поткому, Љубљаници, Поплату (Некук), Долу, Коритнику, Брачићима, Блацима, Љутом Долу, Сузини. На овим теренима нису изостала ни спомен-обиљежја из периода Другог свјетског рата. У самом центру Берковића налази се споменик палим борцима и спомен-бисте народних хероја Саве Беловића и Данила Солдатића.
Општина је формирана 31. октобра 1992. године као Српска општина Столац са сједиштем у Берковићима. Назив Српски Столац је одлуком Уставног суда БиХ проглашен неуставним и дискриминаторским према Бошњацима, Хрватима и осталим грађанима који нису српске националности, па је општини одлуком Народне скупштине Републике Српске промењено име у Берковиће.

## Политичко уређење

### Општинска администрација
Начелник општине представља и заступа општину и врши извршну функцију у Берковићима. Избор начелника се врши у складу са изборним Законом Републике Српске и изборним Законом БиХ. Општинску администрацију, поред начелника, чини и скупштина општине. Институционални центар општине Берковићи је насеље Берковићи, гдје су смјештени сви општински органи.
Начелник општине Берковићи је Бојан Самарџић испред Српске демократске странке, који је на ту функцију ступио након локалних избора у Босни и Херцеговини 2024. године. Састав скупштине општине Берковићи је приказан у табели.

### Јавне установе
Примарну здравствену заштиту, становници општине остварују у Дому здравља Берковићи. У Берковићима постоје и канцеларија Пошта Српске, банка, као и општинско Јавно предузеће Водовод, које је задужено за рјешавање комуналних питања на територији општине.

## Култура
Централна установа културе за територију Општине Берковићи је Народна библиотека Берковићи, у којој се у складу са могућностима организују књижевне вечери, промоције романа, разне радионице за дјецу и ученике, као и низ других културних манифестација. У Берковићима дјелује и Српско културно и просвјетно друштво "Просвјета", које је покретач великог броја културних догађаја.

## Образовање
Према Одлуци о привременом броју и просторном распореду основних школа у Републици Српској из 1994. којом се утврђује број и просторни распоред основних школа као и број издвојених одјељења основних школа у Републици Српској, на територији Српске Општине Столац, егзистирала је Основна школа „Његош” са сједиштем у Берковићима и издвојеним одјељењима у Хргуду, Атељима, Струпићима, Блацама, Љутом Долу, Трусини и Дабрици .
У Берковићима данас егзистира Основна школа "Његош", са подручним одјељењима у Струпићима, Дабрици, Блацама и Љутом Долу. Поред основног образовања, ученици у општини Берковићи могу да наставе и средње образовање, у Средњој школи, која је почела је са радом 1. септембра 2001. године као истурено одјељење "Центра средњих школа Требиње", а у склопу којег је дјеловала до 1. септембра 2007. године, након чега дјелује као засебна средњошколска установа.

## Спорт
Једини спортски клуб у општини Берковићи је Џудо клуб Берковићи, који је основан 2004. године. Овај клуб у својој не тако дугој историји има седам државних првака Босне и Херцеговине. Џудо клуб Берковићи тренира у Спортској дворани Берковићи, гдје се повремено одржавају и друга спортска такмичења.

## Религија
На територији општине Берковићи, највећи број становништва је православне вјероисповијести, и припадају српској православној цркви. Поред православних вјерских објеката, на територији општине налазе се и вјерски објекти исламске заједнице.

## Привреда
За услове Херцеговине општина располаже значајним пољопривредним површинама. Укупна површина општине Берковићи је 25.350 ha, а од тог броја 14.833 ha отпада на пољопривредно земљиште, 9.603 ha на шумско земљиште, а 914 ha чини непродуктивно земљиште. Већи дио пољопривредног земљишта се налази у крашким пољима, вртачама и заравнима.

## Комуникација и медији
Једини медиј на простору општине је Радио Берковићи, који свакодневно у периоду од 14:00 до 16:00 емитује свој програм, док у осталим часовима реемитује програм Радија Републике Српске. Ово је једна од најмлађих, а засигурно и најмања радио станица у Републици Српској, јер међу запосленима има само једног човјека, који се труди да мјештани берковића свакодневно имају квалитетан програм и доток нових информација, како из државе тако и из околине и свијета.

## Становништво
|             | 2013.          | 1991.           |
| Укупно      | 2 114 (100,0%) | 4 970 (100,0%)  |
| Срби        | 1 942 (91,86%) | 2 364 (47,57%)  |
| Бошњаци     | 159 (7,521%)   | 1 223 (24,61%)1 |
| Хрвати      | 11 (0,520%)    | 1 325 (26,66%)  |
| Југословени | 1 (0,047%)     | 35 (0,704%)     |
| Непознато   | 1 (0,047%)     | –               |
| Остали      | –              | 23 (0,463%)     |

1. 1 На пописима од 1971. до 1991. Бошњаци су пописивани углавном као Муслимани.

## Познате личности
- Саво Беловић, учесник Народноослободилачке борбе и народни херој Југославије.
- Димитрије Митриновић, српски авангардни критичар, теоретичар, филозоф, есејист, пјесник и преводилац.
- Јован Рупар, један од вођа херцеговачких устаника 1941. године и учесник Народноослободилачке борбе.
- Продан Рупар, један од вођа Херцеговачког устанка 1875.
- Данило Солдатић, учесник Народноослободилачке борбе и народни херој Југославије.